# Milk River Ridge
Milk River Ridge är en ås i Kanada.   Den ligger i provinsen Alberta, i den södra delen av landet, 2 800 km väster om huvudstaden Ottawa.
Trakten runt Milk River Ridge består i huvudsak av gräsmarker. Trakten runt Milk River Ridge är nära nog obefolkad, med mindre än två invånare per kvadratkilometer.